# 爸爸 (1991年電影)
《爸爸》（英語：Daddy，或記作）是一部1991年美國浪漫劇情電視電影，由麥可·米勒（Michael Miller）執導，L·維吉尼亞·布朗恩（L. Virginia Browne）編劇，改編自丹妮爾·斯蒂爾的1989年同名小說。結婚二十年，妻子離他而去得一名男子為了「找回自己」，從頭來過。
主演包括派屈克·達菲、琳達·卡特、凱特·穆格魯、約翰·安德森和班·艾佛列克。1991年10月23日在NBC首播。

## 演員
- 派屈克·達菲（英语：Patrick Duffy）飾演奧利佛·華森（Oliver Watson）
- 琳達·卡特飾演夏綠蒂·桑普森（Charlotte Sampson）
- 凱特·穆格魯（英语：Kate Mulgrew）飾演莎拉·華森（Sarah Watson）
- 約翰·安德森（英语：John Anderson (actor)）飾演喬治·華森（George Watson）
- 班·艾佛列克飾演班·華森（Ben Watson）
- 珍妮·劉易斯（英语：Jenny Lewis）飾演梅莉莎·華森（Melissa Watson）
- 馬修·勞倫斯飾演山姆·華森（Sam Watson）
- 彼得·漢森（英语：Peter Hansen (actor)）飾演醫生

## 外部連結
- 互联网电影数据库（IMDb）上《爸爸》的资料（英文）